# هومبيرتو كويلهو
هومبيرتو كويليو (بالبرتغالية: Humberto Coelho‏) من مواليد 20 أبريل 1950 (74 سنة) في كيدوفيتا في البرتغال، لاعب كرة قدم برتغالي سابق، ومدرب كرة قدم برتغالي حالي.
بدأ مسيرته الكروية مع نادي بنفيكا في عام 1968، ولعب معهم حتى عام 1975، وشارك معهم في 189 مباراة وسجل 24 هدف، وفي عام 1975 انتقل إلى نادي باريس سان جيرمان الفرنسي، ولعب معهم حتى عام 1977، وشارك معهم في 42 مباراة وسجل 7 أهداف، وفي عام 1977 عاد إلى نادي بنفيكا، ولعب معهم 167 مباراة وسجل 38 هدف.
لعب مع منتخب البرتغال لكرة القدم في الفترة ما بين 1968 و1983، وشارك معهم في 64 مباراة وسجل 3 أهداف.
درب منتخب البرتغال لكرة القدم بين عامي 1997 و2000، وفي عام 2000 انتقل إلى تدريب منتخب المغرب لكرة القدم، واستمر معهم حتى عام 2002، وفي عام 2003 انتقل إلى تدريب منتخب كوريا الجنوبية لكرة القدم، واستمر معهم حتى عام 2004، كما درب نادي الشباب السعودي في موسم 2006 وانتقل لتدريب
منتخب تونس لكرة القدم في 2008 و أقيل من منصبه سنة 2009 بعد أن فشل في التأهل معهم إلى مونديال جنوب إفريقيا.

## روابط خارجية
- هومبيرتو كويلهو على موقع الاتحاد الدولي (مؤرشف)  (الإنجليزية)
- هومبيرتو كويلهو على موقع قاعدة بيانات كرة القدم.إي يو (الإنجليزية)
- هومبيرتو كويلهو على موقع ناشيونال فوتبول تيمز (الإنجليزية)
- هومبيرتو كويلهو على موقع عالم كرة القدم.نت (الإنجليزية)